# Liste der Stolpersteine im Landkreis Reutlingen

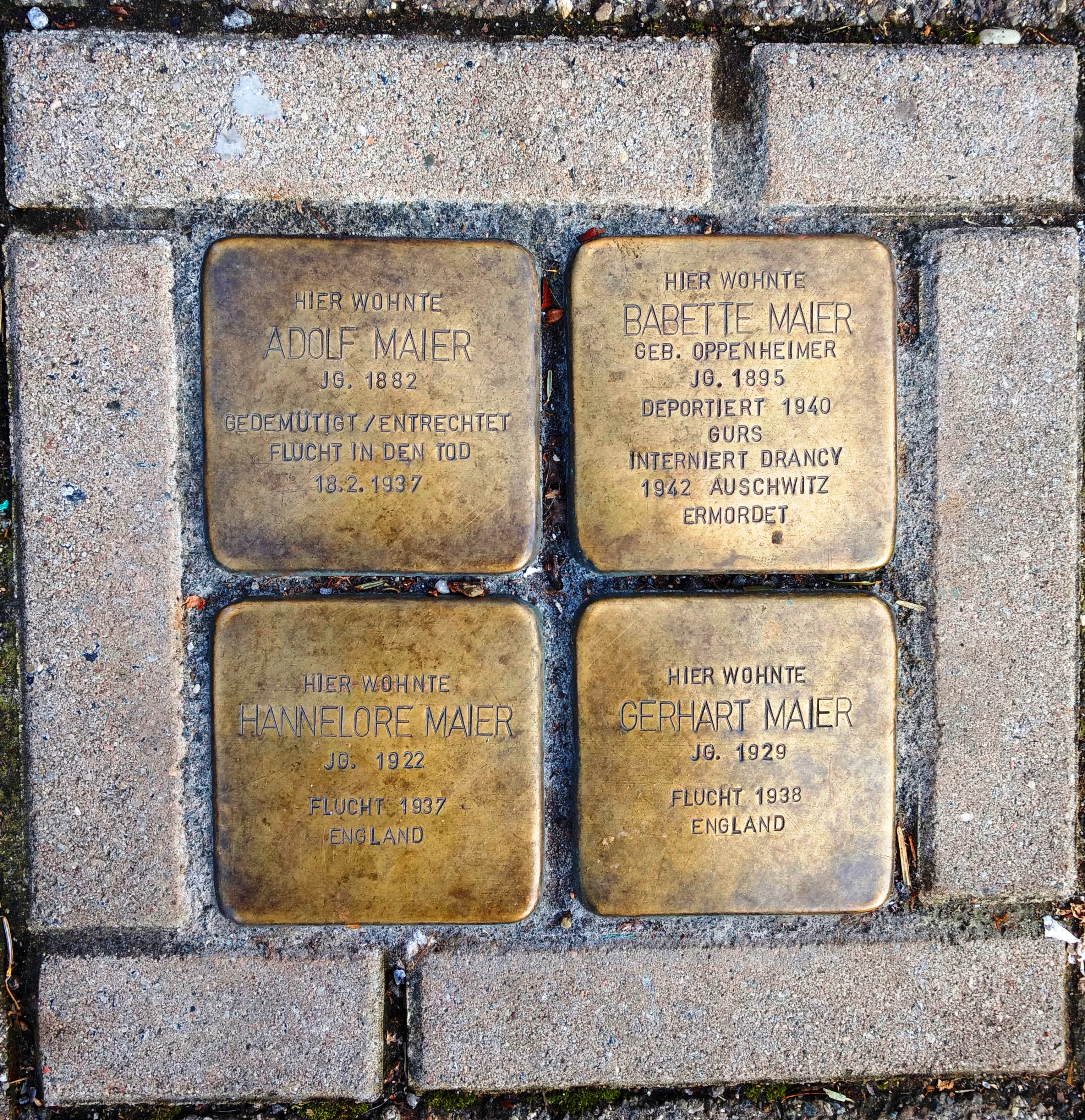
Stolpersteine für Familie Maier

Die Liste der Stolpersteine im Landkreis Reutlingen enthält Stolpersteine, die an das Schicksal der Menschen diesem Landkreis erinnern, die während der Zeit des Nationalsozialismus vom NS-Regime ermordet, deportiert, vertrieben oder in den Suizid getrieben wurden. Die Stolpersteine wurden vom Künstler Gunter Demnig verlegt.
Die erste Verlegung in diesem Landkreis erfolgte am 21. Mai 2009 in Bad Urach.

## Verlegte Stolpersteine

### Bad Urach
In Bad Urach wurde ein Stolperstein verlegt.
| Stolperstein | Inschrift                                                                                       | Verlegeort        | Name, Leben |
| ------------ | ----------------------------------------------------------------------------------------------- | ----------------- | --- |
|              | HIER WIRKTE DR. GEORG GOLDSTEIN JG. 1877 DEPORTIERT 18.3.1943 THERESIENSTADT ERMORDET AUG. 1943 | Hanner Steige 1 · | Georg Goldstein wurde am 19. Oktober 1877 in Breslau geboren. Goldstein studierte an der Bergakademie und schloss als promovierter Volkswirt ab, danach arbeitete er für die Preußische Regierung in Berlin. Ab 1912 war er Direktor der „Deutschen Gesellschaft für Kaufmanns-Erholungsheime“ (GKH). Am 24. November 1914 heiratete Georg Goldstein die 1889 in Trebnitz, Schlesien, geborene Margarethe Lasker. Das Paar lebte in Wiesbaden. 1917 wurde Tochter Barbara geboren und drei Jahre später sein Sohn Franz. Obwohl er die GKH sehr erfolgreich leitete, wurde er am 10. Juni 1933 entlassen, weil er Jude war. Bis 1934 erfolgten noch Zahlungen an ihn, danach wurde es für die Familie finanziell prekär. Die beiden Kinder konnten ins Exil nach England gebracht werden, den Eltern war es nicht möglich, ihnen zu folgen. Goldstein und seine Frau hofften auf ein Visum nach Chile, doch hatten sie kein Geld für die Schiffspassage. Bis Herbst 1942 lebte das Paar noch in einer "Judenwohnung" in Wiesbaden, danach mussten beide in eine "Gemeinschaftsunterkunft" nach Frankfurt ziehen. Seiner Tochter konnte er noch die Mitteilung auf einen Rot-Kreuz-Formular zukommen lassen, dass sie deportiert werden. Am 18. März 1943 wurde das Ehepaar Goldstein mit dem Transport 1/90 nach Theresienstadt deportiert. Georg Goldstein wurde wahrscheinlich in der Kleinen Festung von der Lagerleitung ermordet, aus Strafe, weil er Mitgefangene vor einer Intrige gewarnt hat. Seine Frau wurde am 9. Oktober 1944 ins Vernichtungslager Auschwitz deportiert und dort in einer Gaskammer ermordet. Goldstein war für die Reichsvereinigung der Juden in Deutschland tätig. Ab 1939/40 waren er und der Rechtsanwalt Berthold Gutmann unter Gestapo-Aufsicht gezwungen, jüdischen Besitz juristisch abzuwickeln. Sie mussten dem Wohnungsamt mitteilen, wenn Wohnraum "freigestellt" worden war, weil die Bewohner in sogenannte Judenhäuser umgesiedelt worden waren. Des Weiteren musste er 350 Menschen eine Aufforderung senden, sich an der Sammelstelle in der Synagoge Friedrichstraße einzufinden, von wo dann am 1. September 1942 eine Deportation nach Theresienstadt erfolgte. Die kaufmännische Schule in Bad Urach trägt seinen Namen, 2019 erschien ein Dokumentarfilm "Georg Goldstein – Zur Erinnerung". |

### Münsingen
In Münsingen und in seinen beiden Ortsteilen Buttenhausen und Trailfingen wurden bisher 31 Stolpersteine an zwölf Anschriften verlegt.
| Stolperstein | Inschrift | Verlegeort             | Name, Leben |
| ------------ | --- | ---------------------- | --- |
|              | HIER WOHNTE NAPHTALI BERLINGER JG. 1876 DEPORTIERT 1942 THERESIENSTADT ERMORDET 20.02.1943                                                | Im Wiesengrund 2 ·     | Naphtali Berlinger (1876–1943) |
|              | HIER WOHNTE ANDREAS BÜCKLE JG. 1889 VERLEGT AUS HEILANSTALT ZWIEFALTEN ERMORDET 5.8.1940 GRAFENECK                                        | Tragolfstraße 2 ·      | Andreas Bückle wurde am 17. November 1889 geboren. Er wuchs mit fünf Geschwistern in der Tragolfstraße 2 in Münsingen-Trailfingen auf. Bückle wurde zunächst Lehrer und dann Soldat im Ersten Weltkrieg, aus dem er schwerverwundet nach Hause kam. Er verbrachte Jahre in Heilanstalten, bis er am 5. August 1940 in Grafeneck auf Grund der Menschen verachtenden Politik der Nationalsozialisten vergast wurde. |
|              | HIER WOHNTE BERTA DREIFUSS JG. 1878 DEPORTIERT 1941 RIGA-JUNGFERNHOF ERMORDET                                                             | Schmiedesteige 2 ·     | Berta Dreifuss (1878–1941) |
|              | HIER WOHNTE SELMA DREIFUSS JG. 1888 DEPORTIERT 1941 RIGA-JUNGFERNHOF ERMORDET                                                             | Schmiedesteige 2 ·     | Selma Dreifuss (1888–1941) |
|              | HIER WOHNTE THEKLA FEINBERG GEB. GOLDSCHMIDT JG. 1870 DEPORTIERT 1942 THERESIENSTADT 1942 TREBLINKA ERMORDET                              | Zwiefalter Straße 28 · | Thekla Feinberg (1870–1942) |
|              | HIER WOHNTE BERTA GOLDSCHMIDT JG. 1868 DEPORTIERT 1942 THERESIENSTADT 1942 TREBLINKA ERMORDET                                             | Zwiefalter Straße 28 · | Berta Goldschmidt (1868–1942) |
|              | HIER WOHNTE EMANUEL LEVI JG. 1871 SCHUTZHAFT 1938 DACHAU DEPORTIERT 1942 THERESIENSTADT 1942 TREBLINKA ERMORDET                           | Badgässle 3 ·          | Emanuel Levi (1871–1942) |
|              | HIER WOHNTE JULIE LEVI GEB. LÖWENBERG JG. 1878 DEPORTIERT 1942 THERESIENSTADT 1942 TREBLINKA ERMORDET                                     | Badgässle 3 ·          | Julie Levi (1878–1942) |
|              | HIER WOHNTE KARL LEVI JG. 1900 VERZOGEN MÜNCHEN VERHAFTET 1.8.1939 GEFÄNGNIS STADELHEIM DEPORTIERT 1941 KOWNO FORT IX ERMORDET 25.11.1941 | Badgässle 3 ·          | Karl Levi (1900–1941) |
|              | HIER WOHNTE MARTHA LEVI JG. 1904 VERZOGEN STUTTGART FLUCHT 1940 USA                                                                       | Badgässle 3 ·          | Martha Levi (1904–) |
|              | HIER WOHNTE ROSA LEVI JG. 1887 GEDEMÜTIGT/ENTRECHTET FLUCHT IN DEN TOD 28.10.1940                                                         | Zwiefalter Straße 4 ·  | Rosa Levi (1887–1940) |
|              | HIER WOHNTE SÄRLE LEVI GEB. STEINER JG. 1872 DEPORTIERT 1942 THERESIENSTADT TOT 10.6.1943                                                 | Im Glack 1 ·           | Särle Levi wurde am 13. Oktober 1872 in Laupheim geboren und in Münsingen mit dem 1937 verstorbenen Arzt Julius Levi verheiratet. Ihr Sohn wurde auch Arzt, musste dann 1935 auf Grund des für Juden verhängten Berufsverbots in die USA ins Exil gehen. Särle Levi lehnte eine Auswanderung für sich ab und wurde am 10. Juni 1943 in Theresienstadt ermordet.                                                    |
|              | HIER WOHNTE SOFIE LEVI JG. 1860 GEDEMÜTIGT/ENTRECHTET FLUCHT IN DEN TOD 27.10.1940                                                        | Zwiefalter Straße 4 ·  | Sofie Levi (1860–1940) |
|              | HIER WOHNTE THEODOLINDA LEVI GEB. LÖWENTHAL JG. 1863 DEPORTIERT 1942 THERESIENSTADT 1942 TREBLINKA ERMORDET                               | Heidelgarten 2 ·       | Theodolinda Levi (1863–1942) |
|              | HIER WOHNTE HERBERT LICHTENAUER JG. 1920 MIT HILFE FLUCHT 1939 PALÄSTINA                                                                  | Heidelgarten 2 ·       | Herbert Lichtenauer (1920–) |
|              | HIER WOHNTE SELMA LICHTENAUER GEB. LEVI JG. 1891 DEPORTIERT 1941 RIGA-JUNGFERNHOF RIGA ERMORDET                                           | Heidelgarten 2 ·       | Selma Lichtenauer (1891–1941) |
|              | HIER WOHNTE WALTER LICHTENAUER JG. 1924 MIT HILFE FLUCHT 1939 PALÄSTINA                                                                   | Heidelgarten 2 ·       | Walter Lichtenauer (1924–) |
|              | HIER WOHNTE ELSA ELISABETH LINDAUER GEB. MORITZ JG. 1880 GEDEMÜTIGT/ENTRECHTET FLUCHT IN DEN TOD 18.08.1942                               | Zwiefalter Straße 7 ·  | Elsa Elisabeth Lindauer (1880–1942) |
|              | HIER WOHNTE MORITZ LINDAUER JG. 1874 GEDEMÜTIGT/ENTRECHTET FLUCHT IN DEN TOD 17.08.1942                                                   | Zwiefalter Straße 7 ·  | Moritz Lindauer (1878–1942) |
|              | HIER WOHNTE BERTA LÖWENTHAL VERH. SCHNURNBERGER JG. 1908 FLUCHT 1937 USA                                                                  | Zwiefalter Straße 16 · | Berta Löwenthal (1908–) |
|              | HIER WOHNTE CHARLOTTE LÖWENTHAL GEB. LEVI JG. 1858 DEPORTIERT 1942 THERESIENSTADT ERMORDET 12.10.1942                                     | Zwiefalter Straße 22 · | Charlotte Löwenthal (1858–1942) |
|              | HIER WOHNTE GERDA LÖWENTHAL GEB. KANTER JG. 1909 DEPORTIERT 1941 RIGA-JUNGFERNHOF ERMORDET                                                | Zwiefalter Straße 22 · | Gerda Löwenthal (1909–1941) |
|              | HIER WOHNTE GERHARD LÖWENTHAL JG. 1931 FLUCHT 1939 USA                                                                                    | Zwiefalter Straße 16 · | Gerhard Löwenthal (1931–) |
|              | HIER WOHNTE HUGO LÖWENTHAL JG. 1905 'SCHUTZHAFT' 1938 DACHAU DEPORTIERT 1941 RIGA-JUNGFERNHOF 1944 STUTTHOF ERMORDET                      | Zwiefalter Straße 22 · | Hugo Löwenthal (1905–1944) |
|              | HIER WOHNTE INGE LÖWENTHAL JG. 1935 DEPORTIERT 1941 RIGA-JUNGFERNHOF ERMORDET                                                             | Zwiefalter Straße 22 · | Inge Löwenthal (1935–1941) |
|              | HIER WOHNTE JULIE LÖWENTHAL GEB. LEVI JG. 1879 DEPORTIERT 1942 THERESIENSTADT ERMORDET 30.06.1944                                         | Zwiefalter Straße 16 · | Julie Löwenthal (1879–1944) |
|              | HIER WOHNTE KARL LÖWENTHAL JG. 1906 DEPORTIERT 1941 RIGA-JUNGFERNHOF RIGA ERMORDET                                                        | Zwiefalter Straße 16 · | Karl Löwenthal (1906–1941) |
|              | HIER WOHNTE SALOMON LÖWENTHAL JG. 1879 DEPORTIERT 1942 THERESIENSTADT ERMORDET 11.09.1942                                                 | Zwiefalter Straße 16 · | Salomon Löwenthal (1879–1942) |
|              | HIER WOHNTE DORA MAIER GEB. GOLDSCHMIDT JG. 1871 DEPORTIERT 1942 THERESIENSTADT ERMORDET 17.04.1943                                       | Mühlsteige 19 ·        | Dora Maier (1871–1942) |
|              | HIER WOHNTE BERTHOLD MAIER JG. 1878 DEPORTIERT 1942 THERESIENSTADT ERMORDET 16.05.1943                                                    | Mühlsteige 19 ·        | Berthold Maier (1878–1942) |
|              | HIER WOHNTE META NEUMANN JG. 1859 DEPORTIERT 1943 THERESIENSTADT ERMORDET 24.10.1943                                                      | Schmiedesteige 2 ·     | Meta Neumann (1888–1941) |

### Reutlingen
In Reutlingen wurden fünf Stolpersteine an zwei Anschriften verlegt.
| Stolperstein | Inschrift | Verlegeort                                      | Name, Leben |
| ------------ | --- | ----------------------------------------------- | --- |
|              | HIER LEHRTE DR. HANS MARTIN BERGER JG. 1889 BERUFSVERBOT 1933 FLUCHT 1937 FREIE STADT DANZIG 1939 ENGLAND          | Kanzleistraße 28 · (Friedrich-List-Gymnasium) · | Hans Martin Berger, geboren 1888 in Danzig, wurde in Freiburg i.Br. als Historiker, Romanist und Altphilologe promoviert. 1917 trat er in den Schuldienst und war von 1930 bis 1933 – bis zum Berufsverbot – Lehrer am Friedrich-List-Gymnasium in Reutlingen. „Nach seiner Flucht nach England kehrte er 1949 nach Reutlingen zurück, wo er bis zum Ruhestand 1954 am Johannes-Kepler-Gymnasium unterrichtete. 1967 ist Berger in Reutlingen gestorben.“ |
|              | HIER WOHNTE ADOLF MAIER JG. 1882 GEDEMÜTIGT / ENTRECHTET FLUCHT IN DEN TOD 18.2.1937                               | Kaiserstraße 117 ·                              | Adolf Maier wurde in 1882 geboren und kam 1910 nach Reutlingen. Nach dem Kriegsdienst im Ersten Weltkrieg heiratete er Babette Oppenheimer. Mit seiner Familie wohnte er zwischen 1923 und 1937 in der Kaiserstraße 117. Maier war Kaufmann für Immobilien und Hypotheken. Ab dem Jahr 1933 wurde sein Büro in der Gartenstrasse boykottiert, im Sommer 1936 meldete er Konkurs an und wurde durch die Belastungen krank. Am 18. Februar 1937 nahm er sich das Leben. Er wurde im jüdischen Friedhof von Wankheim beigesetzt. |
|              | HIER WOHNTE BABETTE MAIER GEB. OPPENHEIMER JG. 1895 DEPORTIERT 1940 GURS INTERNIERT DRANCY 1942 AUSCHWITZ ERMORDET | Kaiserstraße 117 ·                              | Babette Maier, geb. Oppenheimer, wurde im badischen Gemmingen geboren. Nach ihrer Heirat wohnte sie zunächst mit ihrem Mann in der Alteburgstraße in Reutlingen, dann ab 1923 in der Kaiserstraße 117. Nach dem Selbstmord ihres Mannes zog sie mit ihrem jüngeren Kind, Gerhart, zu Verwandten nach Stuttgart. Ab 1938 blieben beide Kinder auf Internaten in England und die Familie pflegte Kontakte durch Briefe und Postkarten. Diese sind von Hannelore Maier im Jahr 2002 an das Stadtarchiv Reutlingen übergeben worden. Nach 1940 zog Babette Maier zurück nach Gemmingen und wurde mit anderen Juden der Stadt im Oktober 1940 nach Südfrankreich in das Internierungslager Gurs deportiert. Zwei Jahre später wurde sie über das Sammellager Drancy nach Auschwitz in den Tod geschickt. |
|              | HIER WOHNTE GERHART MAIER JG. 1929 FLUCHT 1938 ENGLAND                                                             | Kaiserstraße 117 ·                              | Gerhart Maier wurde 1929 in Reutlingen geboren. Im Alter von neun Jahren, im Jahr 1938, konnte er dem Holocaust mit seiner fünfzehnjährigen Schwester rechtzeitig nach England entkommen. Mit Hannelore besuchte er zum ersten Mal nach 60 Jahren Reutlingen. Seine Tochter, Kate Maier, reiste 2017 zur Gedenkfeier mit Verlegung der Stolpersteine aus Großbritannien an. |
|              | HIER WOHNTE HANNELORE MAIER JG. 1922 FLUCHT 1937 ENGLAND                                                           | Kaiserstraße 117 ·                              | Hannelore Maier wurde am 9. Dezember 1922 in Reutlingen geboren. Sie ging dort in die Grund- und Mädchenrealschule, bis sie im Januar 1937 durch Vermittlung eines Lehrers einen Platz auf einem Internat in England bekam. Mit ihrem Bruder besuchte sie im Jahr 2000 zum ersten Mal nach 60 Jahren Reutlingen. Sie starb am 30. März 2015 in London, noch vor der Verlegung der Stolpersteine. |

## Verlegungen
In der Stadt Reutlingen wurden vier Stolpersteine erstmals am Samstag, dem 29. April 2017 verlegt. Im Vorfeld gab es jahrelange Debatten über die Verlegung von Stolpersteinen in Reutlingen. Die Reutlinger Frauengeschichtswerkstatt engagierte sich nachhaltig für das Projekt.
Die feierliche Verlegung der vier Steine fand im Beisein einer aus England angereisten Enkelin sowie von etwa 150 interessierten Stadtbürgern, Vereinsmitgliedern und Politikern statt. Das Schicksal der Familie Maier ist durch intensive Recherchen belegt. Sie war nicht die einzige jüdische Familie in Reutlingen, die dem Holocaust zum Opfer fiel, denn nur einem Teil der etwa 100 jüdischen Bürger der Stadt ist es gelungen, vor 1942 zu emigrieren. Die Verlegung der Stolpersteine zum Gedenken und Würdigung der Familie Maier war Thema des Kalenderblatts für den Monat November in einem Kalender, der für das Jahr 2018 vom Reutlinger Verein Werkstatt für Geschichte der Oststadt und des Betzenriedes herausgegeben wurde.
- 21. Mai 2009: Bad Urach (Hanner Steige 1)
- 17. September 2010: Münsingen (Im Glack 1 und Tragolfstraße 2)
- 29. April 2017: Reutlingen (Kaiserstraße 117)
- 21. September 2020: Münsingen (Badgässle 3, Heidelgarten 2, Im Wiesengrund 2, Zwiefalter Straße 16)
- 9. Juni 2021: Reutlingen (Kanzleistraße 28)
- 21. Oktober 2021: Münsingen (Zwiefalter Straße 4, Zwiefalter Straße 22, Zwiefalter Straße 28)
- 18. November 2022: Münsingen (Schmiedesteige 2, Zwiefalter Straße 7)
- 1. September 2024: Münsingen (Mühlsteige 19)